# Луиз Френска
Луиз Френска (на френски: Louise de France) е най-голямото дете и първата дъщеря на френския крал Франсоа I и неговата съпруга Клод Френска.

## Биография
Луиз се ражда на 19 август 1515 година в замъка Амбоаз, където изживява своя кратък живот. През 1516 година нейният баща заедно със своя противник Карл сключва Нойонския договор, с който Карл се задължава да се ожени за Луиз. При сключването на договора, Луиз е на година, а Карл на шестнадесет. Преждевременната смърт на Луиз на 21 септември 1518 година временно разкъсва съюза на френския крал с Карл. След смъртта на Луиз, по новия договор годеница на Карл става нейната по-малка сестра Шарлот, която умира на възраст седем години.